# ストラヒニャ・エラコヴィッチ
ストラヒニャ・エラコヴィッチ（セルビア語: Страхиња Ераковић, ラテン文字転写: Strahinja Eraković、2001年1月22日 - ）は、セルビアとオーストラリアのサッカー選手。ポジションはディフェンダー。

## 経歴

### RFKグラフィチャル
2010年に9歳でレッドスター・ベオグラードの下部組織に入団、各年代のユースカテゴリーを経て、2019-20シーズンにはリザーブチームのRFKグラフィチャルにレンタル移籍した。

### レッドスター・ベオグラード
2020-21シーズンにレッドスター・ベオグラードのトップチームに昇格し、2020年8月1日のセルビア・スーペルリーガ、FKノヴィ・パザル戦に出場しトップチームデビューを果たした。
2022-23シーズンにはセルビア・スーペルリーガで33試合に出場しレッドスターのリーグ6連覇に貢献、自身もベストイレブンと最優秀若手選手に選出された。

### FCゼニト・サンクトペテルブルク
2023年7月23日、FCゼニト・サンクトペテルブルクと1年延長オプションつきの4年契約を締結した。

### 代表
2022年6月2日のUEFAネーションズリーグ2022-23・リーグB・グループ4、ノルウェー戦に出場しセルビア代表デビューを果たした。
2022 FIFAワールドカップでは本大会のメンバー26人に選出されたが出場機会はなかった。
2023年6月16日の国際親善試合、ヨルダン戦で代表初ゴールを決めた。

## 代表歴

### 出場大会
- セルビア代表
  - 2022 FIFAワールドカップ

### 試合数
- 国際Aマッチ 6試合 1得点（2022年-）[7]

| セルビア代表 | 国際Aマッチ | 国際Aマッチ |
| 年           | 出場        | 得点        |
| ------------ | ----------- | ----------- |
| 2022         | 2           | 0           |
| 2023         | 4           | 1           |
| 2024         |             |             |
| 通算         | 6           | 1           |